# Phelipara mindorana
Phelipara mindorana är en skalbaggsart som beskrevs av Antonio Vives 2009. Phelipara mindorana ingår i släktet Phelipara och familjen långhorningar.
Artens utbredningsområde är Filippinerna. Inga underarter finns listade i Catalogue of Life.